# Anomalon kusigematii
Anomalon kusigematii är en stekelart som beskrevs av Setsuya Momoi 1968. Anomalon kusigematii ingår i släktet Anomalon och familjen brokparasitsteklar. Inga underarter finns listade i Catalogue of Life.